# Aloha Oe

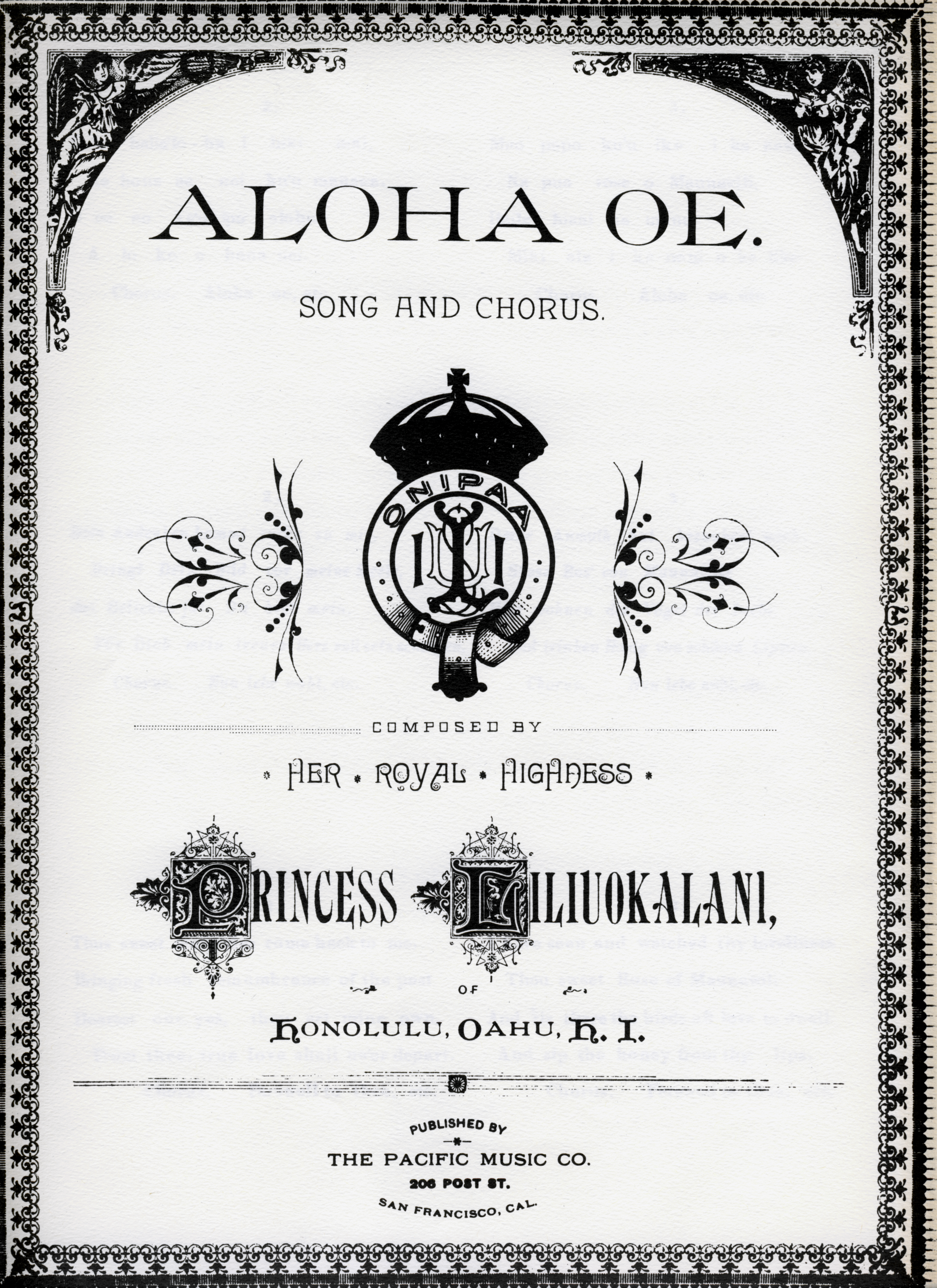
Portada de "Aloha ʻOe", 1890.

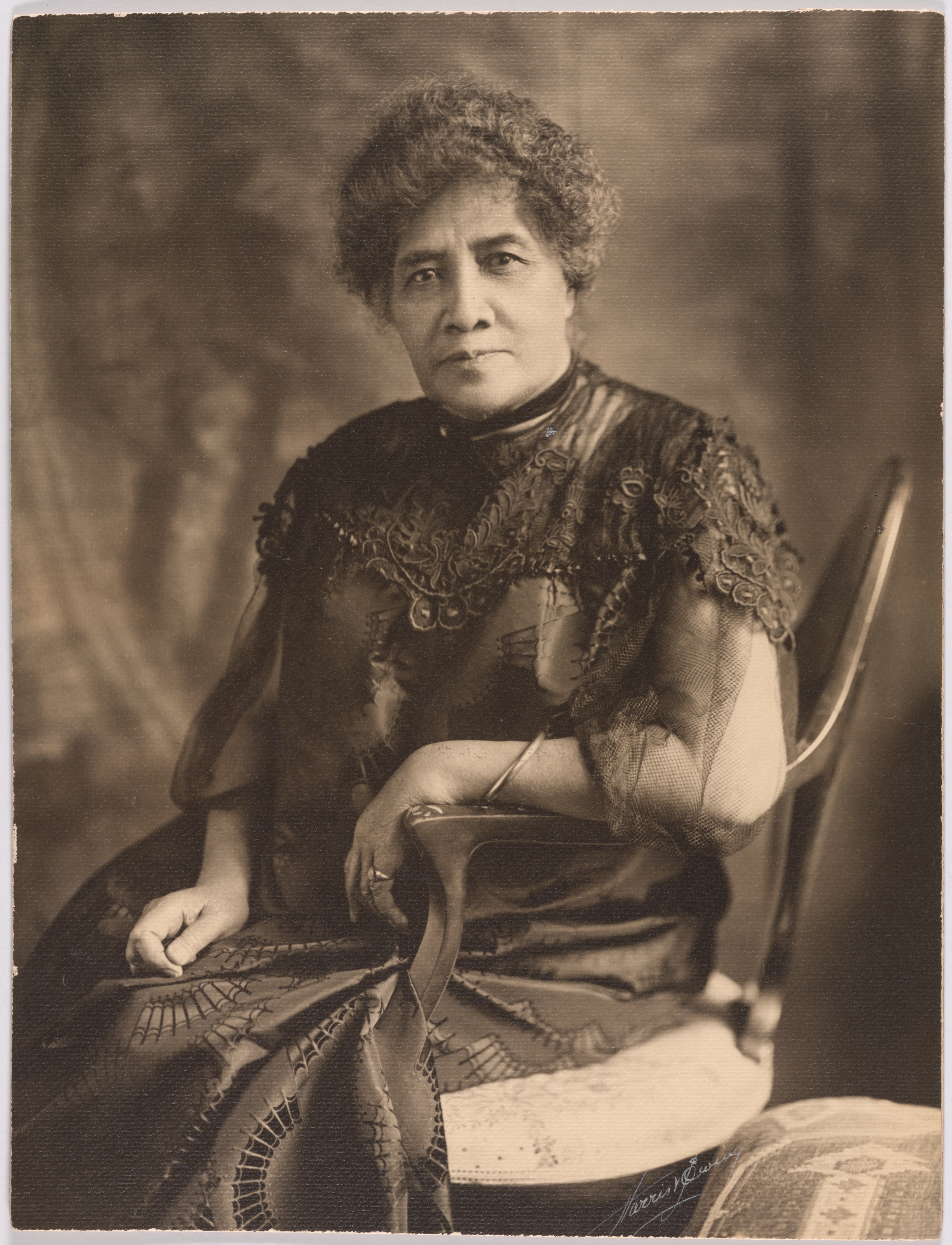
La Reina Liliʻuokalani en 1908

"Aloha ʻOe" ("Adiós a ti") es una canción escrita por la Princesa Liliʻuokalani de Hawái, que fue Reina posteriormente. Liliʻuokalani, compositora, compuso muchas canciones, pero es más conocida por escribir "Aloha Oe". Actualmente, "Aloha Oe" es una de las canciones hawaianas más conocidas. Artistas como Bing Crosby  y Elvis Presley han realizado sus versiones de esta popular canción hawaiiana. En el caso de Elvis él la incluyó en el álbum Blue Hawaii, banda sonora de la película del mismo nombre.

## Letra
| Haʻaheo ka ua i nā pali           | Orgullosamente barrió la lluvia por los acantilados       |
| Ke nihi aʻela i ka nahele         | Cuando voló por los árboles                               |
| E hahai (uhai) ana paha i ka liko | Todavía siguiendo el capullo                              |
| Pua ʻāhihi lehua o uka            | El ʻāhihi lehua (una flor hawaiana) del valle             |
|                                   |                                                           |
| Hui:                              | Estribillo:                                               |
| Aloha ʻoe, aloha ʻoe              | Adiós a ti, adiós a ti                                    |
| E ke onaona noho i ka lipo        | La persona encantandora que habita en los nidos sombrados |
| One fond embrace,                 | Un abrazo afectuoso                                       |
| A hoʻi aʻe au                     | Aquí te despido                                           |
| Until we meet again               | Hasta que nos encontremos de nuevo                        |
|                                   |                                                           |
| ʻO ka haliʻa aloha i hiki mai     | Memorias dulces regresan a mí                             |
| Ke hone aʻe nei i                 | Trayéndome memorias frescas                               |
| Kuʻu manawa                       | Del pasado                                                |
| ʻO ʻoe nō kaʻu ipo aloha          | Hermoso, sí, eres mío                                     |
| A loko e hana nei                 | De ti, el amor verdadero nunca debería irse               |
|                                   |                                                           |
| Maopopo kuʻu ʻike i ka nani       | He visto y mirado tu belleza                              |
| Nā pua rose o Maunawili           | La rosa dulce de Maunawili                                |
| I laila hiaʻia nā manu            | Y está allí donde los pájaros de amor viven               |
| Mikiʻala i ka nani o ka lipo      | Y beber la miel de tus labios                             |